# Herman Teirlinckgebouw

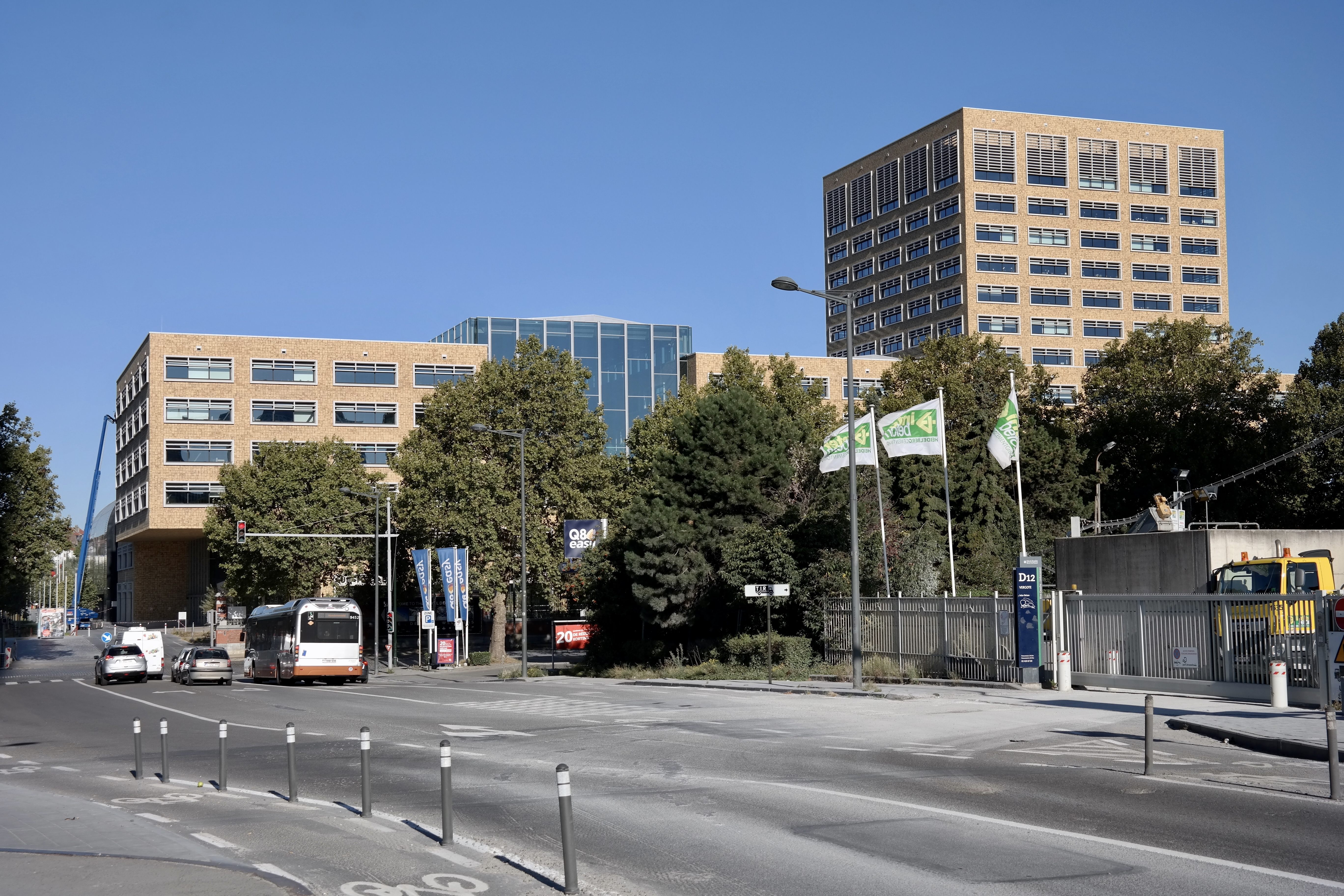
Het gebouw gezien vanaf het Redersplein

Het Herman Teirlinckgebouw is een kantoorgebouw van de Vlaamse overheid in de Belgische hoofdstad Brussel. Het gebouw staat op het terrein van Thurn en Taxis aan de Havenlaan en bij de Haven van Brussel. Naast het gebouw staat het kenmerkende gebouw van Leefmilieu Brussel. Ten zuidoosten van het gebouw ligt het Redersplein en aan de zuidwestzijde ligt een plein met aan de overzijde het Koninklijk Pakhuis. Het gebouw ligt op een kilometer van het Noordstation en ligt nabij de Noordruimte.
Het gebouw is vernoemd naar de Belgische schrijver Herman Teirlinck.

## Geschiedenis
De Vlaamse overheid zat begin 2017 verspreid in een zestal grote gebouwen in Brussel. Met het aflopen van de huurcontracten van het Boudewijngebouw (Boudewijnlaan 30) en Phoenixgebouw (Koning Albert II-laan 19) in 2017, alsmede het aflopen van de huurcontracten van het Arenberggebouw (Arenbergstraat 5-9 en 1D) in 2023 en 2024 en het Ellipsgebouw (Koning Albert II-laan 35) in 2024, en het aan renovatie toe zijnde Ferrarisgebouw (Koning Albert II-laan 20), wilde de Vlaamse overheid het aantal gebouwen beperken en de ambtenaren in Brussel concentreren in drie grote kantoorgebouwen: het Hendrik Consciencegebouw, het Herman Teirlinckgebouw en nog een derde te bouwen gebouw. Het Herman Teirlinckgebouw verving twee van deze zes grote gebouwen, het Boudewijngebouw en Phoenixgebouw, en biedt daarnaast ook een werkruimte voor het Instituut voor Natuur- en Bosonderzoek (voorheen: Kliniekstraat 25 in Anderlecht), Milieu- en Natuurraad van Vlaanderen (voorheen: Kliniekstraat 25 in Anderlecht) en de Vlaamse Maatschappij voor Sociaal Wonen (voorheen: Koloniënstraat 40 in Brussel).
Op 1 juli 2015 werd de eerste steen gelegd van het Herman Teirlinckgebouw, voorheen Meander genoemd.
Vanaf 28 augustus 2017 verhuisden de ambtenaren van het Boudewijngebouw en het Phoenixgebouw naar het Herman Teirlinckgebouw.
Op 20 september 2017 werd het gebouw officieel geopend door Vlaams minister Liesbeth Homans.
In mei 2018 won het Herman Teirlinckgebouw de Real Estate Society Award voor Best Development for Institutional Investors.

## Gebouw
Het kantoorgebouw is het ontwerp van de Nederlandse architect Willem Jan Neutelings van Neutelings Riedijk Architecten.
Het gebouw is semi-hoogbouw en bestaat uit een dubbellaagse ondergrondse parkeergarage, een binnenstraat in de volle lengteas van het gebouw met daar twee binnentuinen, zes lagen met kantoorruimten en andere ruimtes georganiseerd rond twee binnentuinen op de bovenverdiepingen, en in het noordoosten een 60 meter hoge kantoortoren. Het gebouw heeft een totale oppervlakte van 66.500 m2. De gevels van het gebouw zijn met de hand gemetseld in gele bakstenen.
Brussel: Hendrik Consciencegebouw · Herman Teirlinckgebouw · Graaf de Ferrarisgebouw · Marie-Elisabeth Belpairegebouw
Voormalig: Arenberggebouw · Boudewijngebouw · Ellipsgebouw · Phoenixgebouw
Provinciehoofdsteden: Anna Bijnsgebouw (Antwerpen) · Jacob van Maerlantgebouw (Brugge) · Virginie Lovelinggebouw (Gent) · Hendrik van Veldekegebouw (Hasselt) · Dirk Boutsgebouw (Leuven)
Vlaamse Regering: Errerahuis · Martelaarsplein
Vlaams Parlement: Vlaams Parlementsgebouw · Huis van de Vlaamse Volksvertegenwoordigers